# William Monahan

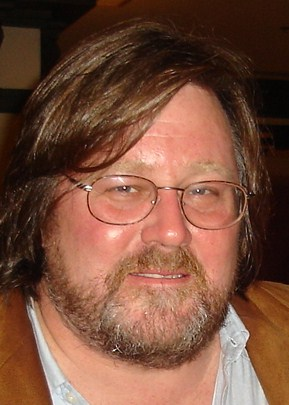
William Monaham (2006)

William Monahan (* 3. November 1960 in Boston, Massachusetts) ist ein US-amerikanischer Drehbuchautor, Regisseur und Schriftsteller.

## Leben
Monahan war Redakteur beim alternativen Stadtmagazin New York Press und beim satirischen Spy Magazine. 2005 machte er als Drehbuchautor auf sich aufmerksam, nachdem er das Skript zu Ridley Scotts Kreuzzugsdrama Königreich der Himmel verfasst hatte. Es folgte die Zusammenarbeit bei Martin Scorseses Thriller Departed – Unter Feinden. Für sein adaptiertes Filmskript zu dem Thriller, der auf dem Hongkonger Film Infernal Affairs basiert, gewann Monahan 2007 unter anderem den Oscar für das beste adaptierte Drehbuch und den Preis der Writers Guild of America.
2007 und 2008 folgen mehrere Aufträge, darunter der vierte Teil der Jurassic-Park-Serie, der letztendlich aber mit einem Skript anderer Autoren verfilmt wurde. Sein Regiedebüt gab er 2010 mit dem Gangsterfilm London Boulevard, einer Adaptation des gleichnamigen Romans von Ken Bruen.
Neben seiner Arbeit als Drehbuchautor tat sich William Monahan mit seinem Debütroman Light House: A Triffle (2000) auch als Schriftsteller hervor. Seine Kurzgeschichten wurden mit dem Pushcart Prize ausgezeichnet.

## Filmografie (Auswahl)
- 2005: Königreich der Himmel (Kingdom of Heaven)
- 2006: Departed – Unter Feinden (The Departed)
- 2008: Der Mann, der niemals lebte (Body of Lies)
- 2010: Auftrag Rache (Edge of Darkness)
- 2010: London Boulevard (Regie)
- 2014: Sin City: A Dame to Kill For
- 2014: The Gambler
- 2015: Mojave – Die Wüste kennt kein Erbarmen (Mojave)
- 2021: The Tender Bar
- 2022: Marlowe (Drehbuch)

## Auszeichnungen
- 2007: Chicago Film Critics Association Award für das beste adaptierte Drehbuch für Departed